# Square Alexandre-et-René-Parodi
Square Alexandre-et-René-Parodi je square v Paříži v 16. obvodu. Náměstí se nachází poblíž boulevard périphérique u křižovatky Porte Maillot mezi Boulevard de l'Amiral-Bruix a Boulevard Thierry-de-Martel.
Náměstí s parkem bylo vytvořeno v roce 1958 s trojúhelníkovitým půdorysem o rozloze 23 595 m2, což z něj činí největší náměstí v tomto obvodu.
Náměstí bylo pojmenováno po bratrech, kteří byli činní za okupace Francie během druhé světové války. Alexandre Parodi (1901-1979) byl politik a René Parodi (1904-1942) byl soudce, který byl za svou účast v Résistance popraven.